# ヒオコール酸
ヒオコール酸 (Hyocholic acid) は、ブタに見られる主な胆汁酸の一つであり、ヒトを含む他の種でも低濃度で見られる。ヒオコール酸は、12-ヒドロキシル基を有するコール酸および、6-または12-ヒドロキシル基を持たないケノデオキシコール酸とは、6位のα-立体配座に3番目のヒドロキシル基を有するという点で、ヒトに見られる一次胆汁酸とは異なる。また、げっ歯類に見られるムリコール酸 (6β位がヒドロキシル化されており、7位のα-またはβ-位置にヒドロキシル基を持ち、それによりα-またはβ-ムリコール酸となる) とも異なる。
ヒオコール酸は、分泌される前に肝臓でタウリンまたはグリシンと抱合され、タウロヒオコレートまたはグリコヒオコレートを生成する。結腸における細菌の7α-脱ヒドロキシル化が、二次胆汁酸のヒオデオキシコール酸を生成する。
7-ヒドロキシルのβ位へのエピマー化は、ω-ムリコール酸 (β-ヒオコール酸としても知られている) に見られる。
ブタにおけるケノデオキシコール酸の6-ヒドロキシル化反応に関与する酵素は、シトクロムP450 CYP4A21である。
ヒオコール酸は胆汁うっ滞のヒトに見られ、肥満に対するスリーブ状胃切除術後に増加する可能性がある。